# Káldi György
Herény nembeli alsó- és felsőkáldi Káldi György (Nagyszombat, 1573. február 4. – Pozsony, 1634. október 30.) jezsuita szerzetes, bibliafordító.

## Életpályája
Káldi György az esztergomi érsekségnek helyet adó Nagyszombatban született. 1595-ben Bécsben tanult teológiát, majd pappá szentelték. Pázmány Péter pártfogoltjaként 1598-ban Rómába ment, ahol belépett a jezsuita rendbe. 1625-ben Pázmány támogatásával megalapította, és nyomdával szerelte fel a pozsonyi kollégiumot, amelynek haláláig rektora volt. Pázmány felszólítására és rendi beosztásban dolgozott szentírásfordításán. Első kézirata 1605-1608 között készült korábbi kísérletek felhasználásával. Az 1626-ban Bécsben megjelent első teljes katolikus magyar nyelvű Szent Biblia, az akkor már elérhető Vizsolyi és a Hanaui (Károlyi) bibliafordítást felülmúló, 2800 példányszámban ban.
Sokan úgy vélik, hogy a Vizsolyi Bibliával ellentétben Káldi bibliafordítása nem járult hozzá a magyar irodalmi nyelv kialakulásához, ez azonban nem megalapozott. Igaz, hogy e fordítás nem terjedt el azonnal, mert a katolikus liturgiákon a latin Vulgata szövegét olvasták föl (ellentétben a reformált egyházakkal, akiket sürgősen el kellett látni a Károlyi-féle fordítással) ezért az első és a második kiadásának megjelenése között vagy száz esztendő telt el, mindazonáltal Káldi rendkívüli körültekintéssel fordította a szövegeket, többször is javított és módosított egyes szófordulatokon és kifejezéseken. A ragyogóan szerkesztett mondatok gördülékenyek, az alaposan kiválasztott szavak pedig közérthetők. A vizsolyi Bibliától teljesen független munka, de megpróbálja kijavítani annak egyes hibáit (pl. a hiányos versek pótlásával). A későbbi korokban több szerző, így a nyelvújítás korában maga Kazinczy Ferenc is a lehető legnagyobb elismeréssel beszélt Káldiról, akinek munkáját figyelembe vették a magyar irodalmi nyelv megreformálásakor.  A Káldi-biblia tulajdonképpen ekkor nyeri el méltó helyét a a magyar irodalmi nyelv formálásában. A katolikus egyház által megjelentetett magyar Bibliák alapkőként határozták meg fordításaiknál Káldi Györgyöt. Tárkányi Béla és Sík Sándor is a Káldi-féle normákat igyekezett megőrizni. A napjainkban is használatos, Szent Jeromos Katolikus Bibliatársulat által megjelentetett Káldi-Neovulgáta is erre a szövegre épül.
Több prédikációs kötete is megjelent. Pozsonyban halt meg.

## Művei

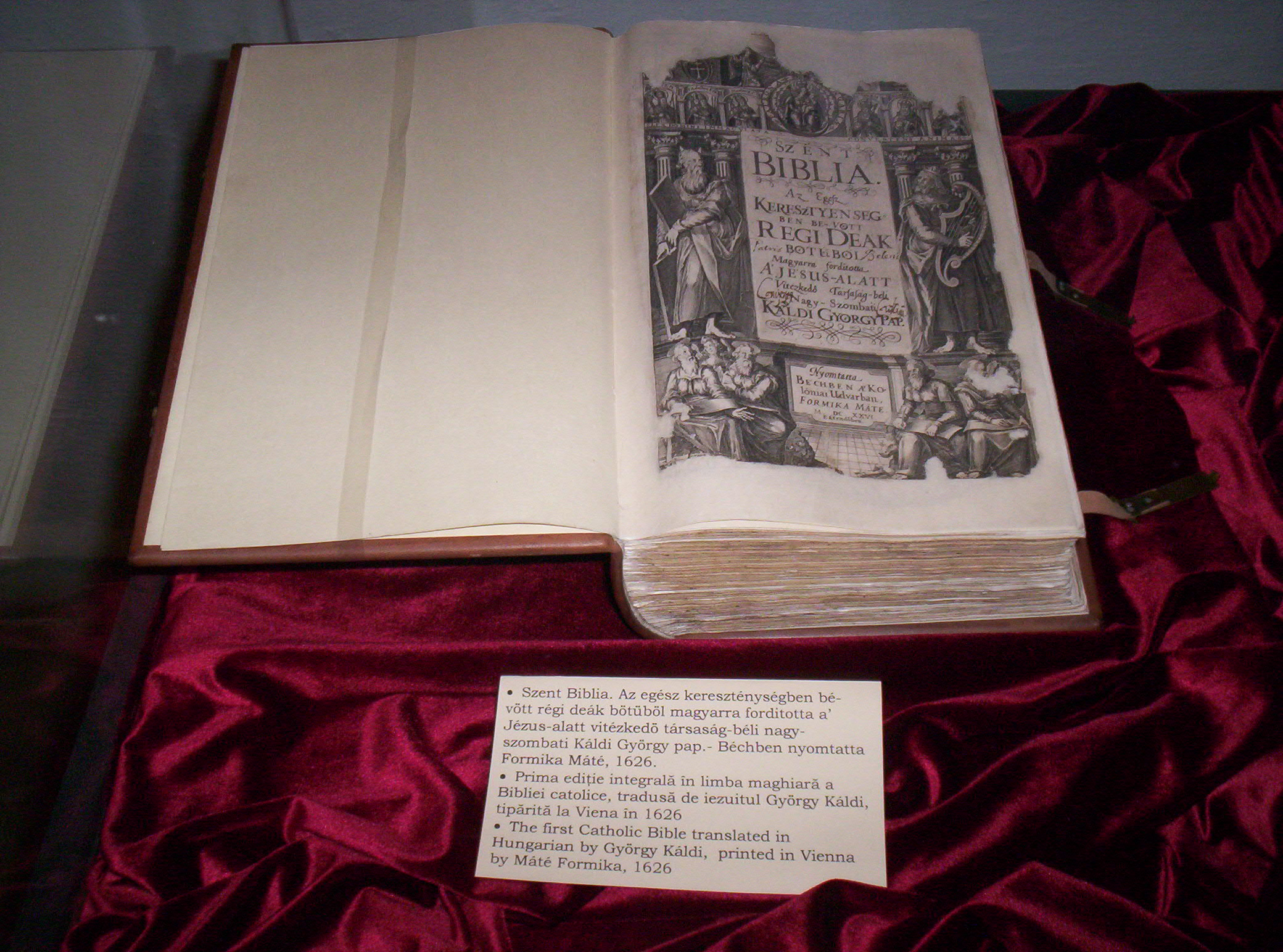
Bibliafordítása 1626-ból (Csíki Székely Múzeum)

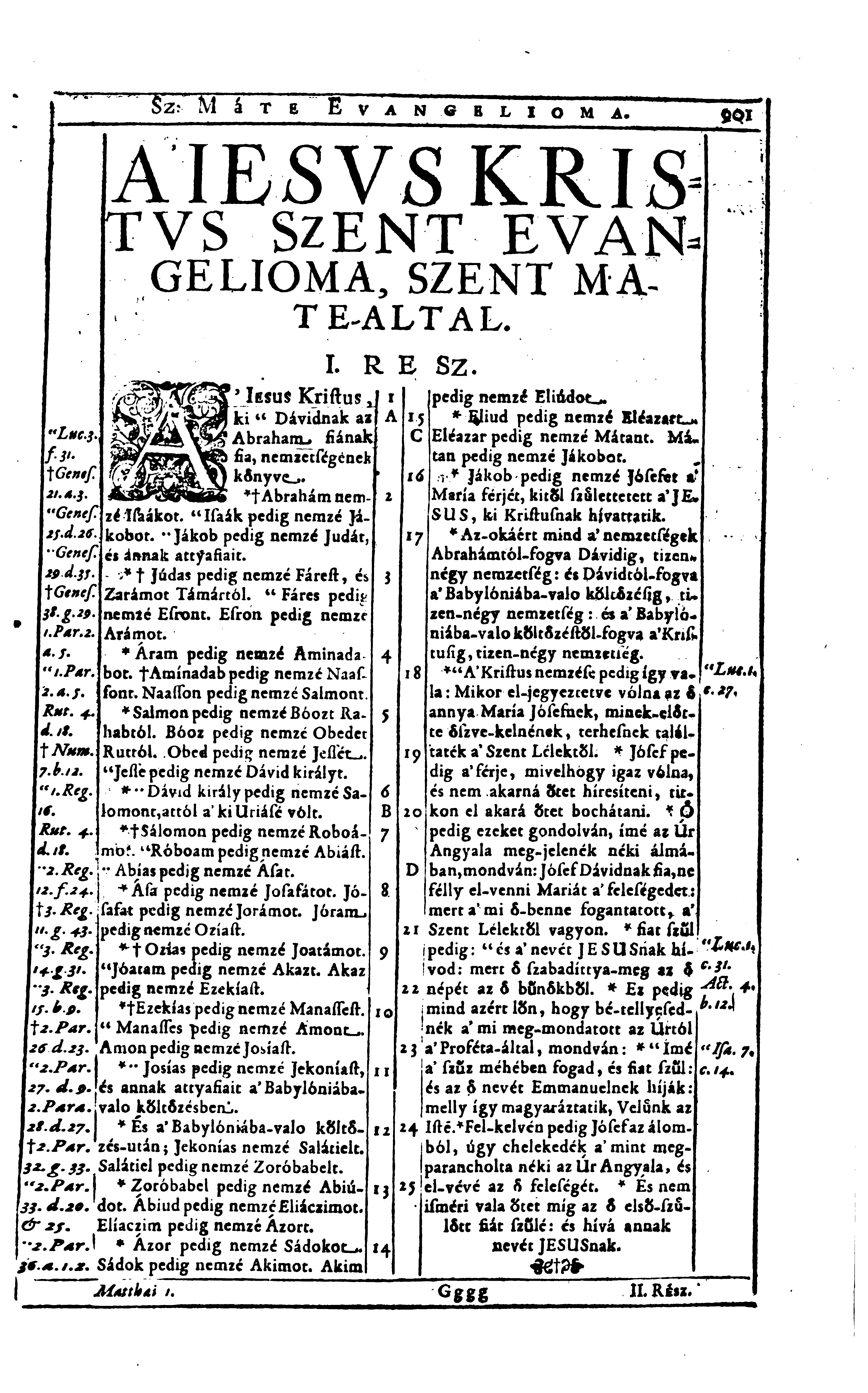
Máté evangéliumának kezdete

- Szent Biblia. Az Egész Keresztyénségben bévött Régi Deák bötűből. Magyarra fordította. A Iesus alatt Vitézkedő Társaság-béli Nagy-Szombati Káldi György Pap. Bécs, 1626
- Halotti beszédek. Ugyanott, 1629.
- Az Vasarnapokra-Valo Predikatzioknak Első Resze. Advent első Vasarnapiatol -fogva Sz. Háromság Vasárnapjáig. Irta az hivek vigasztalasara és Jobbúlasára … Pozsony, 1631.
- Az Innepekre-valo Predikatzioknak Első Resze. Sz: Andras napiatol fogva Keresztelő Szent János napjáig … Uo. 1631.
- Istennek szent akarattya. Az az: A nagy Ur tiz parantsolattanak egynehány Prédikacziókkal való megmagyarázása, Melyben Néhai … Káldi György, Istenessen munkálkodván, nem szintén végig vihette, más sok Munkás után, az Istenhez elsietvén: Már most … Groff Kollonicz Leopold … buzgoságtól viseltetvén ki-adatta. Nagy-Szomnbat, 1681.
- Káldi válogatott egyházi beszédei, bevezetéssel és szótárral. Szerkesztette Bellaagh Aladár. Bpest, 1891.